# Парке
Парке (лат. Parcae) су три богиње из римске митологије које живе у подземном свету, господарице људског живота, чију нит преду. Кад им се прекине нит, престаје живот. Њихов грчки пандан су Мојре а словенски Суђаје. Њихова имена су Нона (грч. Клото), Децима (Лахеса) и Морта (Антропо).
Нона је требало да одреди животни век детета уз помоћ клупка на дан када је изабрано његово име што би било деветог дана за мушко дете и осмог за женско. Децима је мерила ту нит штапом, а Морта је пресецала животну нит људи и одређивала дан смрти.
Према митолошким предањима Парке су моћније од свих богова и они нису могли да управљају њима, већ су биле самосталне у доношењу одлука. 